# Борг (Звёздный путь)
Борг (англ. Borg [bɔː(ɹ)ɡ]) — вымышленная высокотехнологичная псевдораса киборгов во вселенной «Звёздного пути». Ни разу не появляясь в оригинальном сериале, они, однако, играют важную роль как антагонисты Федерации в телесериалах «Звёздный путь: Следующее поколение», «Звёздный путь: Вояджер» и фильме «Звёздный путь: Первый контакт», а также во множестве компьютерных игр по мотивам данной Вселенной. Первое упоминание о борг состоялось в эпизоде «Q Who?» сериала «Следующее поколение», где были описаны главные характерные черты этого вида, после чего о нём долго не было упоминания.
Борг — кибернетические организмы, связанные коллективным сознанием. Борг копируют технологии и знания других чужеродных видов в коллектив через процесс «ассимиляции»: насильственное превращение отдельных существ в «дронов» путем введения нанозондов в их тела и хирургического дополнения их кибернетическими компонентами. Конечной целью борг является «достижение совершенства». Помимо того, что они являются антагонистами в телесериале «Следующее поколение», они изображены как главная угроза в фильме «Звёздный путь: Первый контакт». Кроме того, они играют важную роль в сериале «Вояджер» и возвращении в Альфа-квадрант звездолета Федерации «Вояджер NCC-74656». Первая встреча между людьми и борг происходит во втором сезоне сериала «Звёздный путь: Энтерпрайз» в эпизоде «Регенерация», в котором фраза «Вы будете ассимилированы; сопротивление бесполезно» слышится экипажем «Энтерпрайза» впервые.
Борг стали символом в популярной культуре для любого Джаггернаута, против которого «сопротивление бесполезно».

## Общая информация
Киборги борг далеко не всегда похожи друг на друга — это зависит от расы, к которой они принадлежали до ассимиляции — но имеют целый ряд общих характеристик. Один из их глаз (чаще левый) заменён на специальный имплантат, позволяющий им видеть за пределами человеческого зрения, а также проецирует красный лазерный луч (в более поздних сериях). Одна рука, как правило, также заменена на механический многофункциональный манипулятор. Поскольку разные дроны имеют разные роли, рука может быть специализирована для множества целей, таких как медицинские устройства, сканеры и оружие. Кожа организмов борг первоначально изображалась как похожая на человеческую, но неестественно белая, сухая и полностью лишённая волосяного покрова. В более поздних сериях она выглядит более гладкой, с сильно выпирающими венами. Отдельный киборг борг — дрон (англ. Drone) — физически гораздо сильнее и выносливее любого человека, не нуждается в пище и воде, может выдерживать огромные перепады температуры и давления.
Некоторые борг, как было показано, гораздо сильнее людей; в состоянии легко одолеть большинство людей и подобных видов. Борг обладает способностью очень быстро адаптироваться к почти любым атакам, многие из них имеют личное экранирование. Оружием для борьбы с борг могут служить только специальные фазеры с изменяемой частотой, при этом киборги уже́ не будут восприимчивы ко второму или третьему выстрелу (в зависимости от длительности интервала между выстрелами), сделанным на той же частоте. Щиты борг малоэффективны для защиты от неэнергетического оружия, такого как снаряды или оружие ближнего боя. Типичные борг никогда не бегали. В тех фильмах и сериалах, в которых появляется борг, он обычно предстаёт как главная угроза для Объединённой Федерации планет.
Борг обладают «кортикальным узлом», который контролирует другие имплантированные кибернетические устройства в теле дрона, и чаще всего имплантируется во лбу над сохраненным органическим глазом. Если кортикальный узел отказывает, борг в конце концов умирают. Успешная замена узла может быть осуществлена на судне борг.
Областью происхождения борг, как указывается в истории вселенной, является огромный сектор в Дельта-квадранте в Млечном Пути. Дельта-квадрант — область космоса около 70 000 световых лет от Земли. Стремлениями борг являются ассимиляция новых технологий других рас и создание новых киборгов, с единственной конечной целью: достижение совершенства через добавление биологических и технологических особенностей других рас к своей собственной. При этом под совершенством понимается лишь бесстрастное и механическое совершенство, которое достигается путём принудительной ассимиляции других культур.

### Коллектив борг
Цивилизация борг основана на коллективном разуме. У борг нет полноценных индивидуумов: все отдельные организмы, представляющие собой гуманоидов-киборгов (тела которых частично биологические, частично техногенные и без самостоятельно функционирующего сознания) с усовершенствованными во многих отношениях возможностями, объединены в единый «коллективный разум» (или «коллектив борг»). Каждый дрон борг связан с коллективом сложной подпространственной сетью, которая обеспечивает каждому члену постоянный надзор и руководство. Умственная энергия группового сознания может помочь раненому или поврежденному дрону исцелить или восстановить поврежденные части тела или технологии. Коллективное сознание не только дает им возможность «делиться одними и теми же мыслями», но и быстро адаптироваться к тактике, применяемой против них. Дроны в коллективе никогда не говорят, но коллективный «голос» иногда передается кораблям.

### «Сопротивление бесполезно»
Отдельные борг редко говорят, хотя они посылают коллективное звуковое сообщение своим целям, заявляя, что «сопротивление бесполезно», обычно сопровождаемое заявлением о том, что рассматриваемая цель будет ассимилирована, и ее «биологические и технологические достижения» будут добавлены к их собственным. Точная формулировка варьируется и развивается в течение различных серий и фильмов:

«Мы — борг. Вы будете ассимилированы. Сопротивление бесполезно.»
Оригинальный текст (англ.)“We are the Borg. You will be assimilated. Resistance is futile.”

Более подробная цитата борг:

«Мы — борг. Опустите свои щиты и сдайте свои корабли. Ваши биологические и технологические достижения будут добавлены к нашим. Ваша культура будет адаптирована для службы нам. Сопротивление бесполезно.»
Оригинальный текст (англ.)“We are the Borg. Lower your shields and surrender your ships. We will add your biological and technological distinctiveness to our own. Your culture will adapt to service us. Resistance is futile.”

### Нанозонды
Нанозонды — это микроскопические машины, которые населяют тело борг, кровоток и многие кибернетические имплантаты. Зонды выполняют функцию поддержания боргских кибернетических систем, а также устранения повреждений органических частей борг. Они генерируют новые технологии внутри борг, когда это необходимо, а также защищают их от многих форм болезней. боргские нанозонды, каждый размером с красную клетку крови человека, проходят через кровоток жертвы и блокируют отдельные клетки. Нанозонды переписывают клеточную ДНК, изменяя биохимию жертвы, и в конечном счете формируют более крупные, более сложные структуры и сети внутри тела, такие как электрические пути, узлы обработки и хранения данных, и, в конечном счете, протезы, которые возникают из кожи. В эпизоде «Смертельный виток» Седьмая-из-девяти говорит, что борг ассимилировали технологию нанозондов из «Вида 149».
Хотя борг и использовали их для контроля над другим существом, перепрограммированные нанозонды во многих случаях использовались экипажем звездолета «Вояджер» в качестве медицинских средств.
Способность нанозондов поглощать улучшенные технологии, которые они находят в коллективе борг, показана в эпизоде «Дрон» сериала «Вояджер», где нанозонды Седьмой-из-девяти сливаются с мобильным излучателем доктора, который использует технологию из XXIX-го века, создавая дрон, существующий вне коллектива, с возможностями, намного превосходящими возможности дронов XXIV-го века.
Борг не пытаются немедленно ассимилировать любое существо, с которым они контактируют; на самом деле боргские дроны, как правило, полностью игнорируют существа, которые идентифицируются как слишком слабые, чтобы быть угрозой, и слишком низшие, чтобы быть достойными ассимиляции. Капитан «Энтерпрайза» Пикар и его команда благополучно проходят мимо группы дронов борг в сцене из фильма «Звёздный путь: Первый контакт», пока дроны выполняют запрограммированную миссию. В эпизоде «Смертельный виток» сериала «Вояджер» Седьмая-из-девяти сказала Ниликсу, что Казоны «недостойны» ассимиляции и только отвлекут от поисков совершенства.

### Средства перемещения борг
Борг — космическая раса, и их основной межзвездный транспорт известен как «Куб борг» из-за его формы. Куб впервые был замечен в эпизоде «Кто такой Кью» сериала «Следующее поколение» в 2365 году. К общим возможностям кубов относятся высокоскоростные варп- и трансварп-двигатели, системы саморегенерации и многократного резервирования, адаптивность в бою, различное энергетическое оружие, а также тяговые и режущие лучи. Кроме того, наблюдались различные типы и размеры кубов, а также сферы борг и некоторые более мелкие суда.
Как и большинству рас вселенной «Звёздного пути», борг также известна технология транспортера.

### Ассимиляция
Ассимиляция — это процесс, посредством которого борг интегрируют существа, культуры и технологии в коллектив. «Вы будете ассимилированы» — одна из немногих экранных фраз, используемых борг при общении с другими видами. Борг изображены как обнаружившие и ассимилировавшие тысячи видов и от миллиарда до триллионов отдельных форм жизни по всей галактике. борг обозначают каждый вид номером, присвоенным им при первом контакте; человечество является «видом 5618».
При первом появлении борг на экране утверждалось, что они больше заинтересованы в ассимиляции технологий, чем людей, и путешествуют по вселенной как целеустремленные мародеры, ассимилируя звездолёты, планеты и целые общества для сбора новых технологий. Ребенок борг, найденный на борту Куба борг в эпизоде «Кто такой Кью» показывает, что борг ассимилируют даже детей. Затем борг помещают ассимилированных детей в камеры созревания, чтобы быстро и полностью вырастить их в зрелых дронов.
В своем втором появлении, в эпизоде «Лучший из двух миров», они захватывают и ассимилируют капитана Жан-Люка Пикара в коллектив, создавая из него Локьютуса борг (что означает «тот, кто говорит», на латыни).
Метод ассимиляции индивидуальных форм жизни в коллектив с течением времени представлен по-разному. Когда мы видим борг в сериале «Звёздный путь: Следующее поколение», ассимиляция происходит через похищение, а затем хирургическую процедуру. В фильме «Звёздный путь: Первый контакт» и сериале «Звёздный путь: Вояджер» ассимиляция заключается в инъекции нанозондов в кровоток человека через пару трубочек, которые возникают из руки дрона. Ассимиляция трубочками изображается на экране как быстро действующий процесс, при этом пигментация кожи жертвы становится серой и пятнистой с видимыми темными следами, образующимися в моменты контакта. После ассимиляции раса и пол дрона становятся «неактуальными». После первоначальной ассимиляции путем инъекции борг хирургически оснащаются кибернетическими устройствами. В «Первом контакте» ассимилированному члену экипажа, как показано, удалили предплечье и глаз, с последующей заменой кибернетическими имплантатами.
Борг также ассимилируют, взаимодействуют и реконфигурируют технологию, используя эти трубочки и нанозонды. Однако, в эпизоде «Кто такой Кью» мы видим борг, по-видимому, пытающихся ассимилировать, зондировать или реконфигурировать панель управления в технике, используя энергетический интерфейс вместо нанозондов.
Всего борг известно по крайней мере 10 026 видов, и благодаря адаптации множества технологий, борг является одной из наиболее технологически продвинутых рас во вселенной «Звёздный путь», так как может ассимилировать почти все виды. Некоторые виды, по различным заявленным причинам, способны противостоять ассимиляции нанозондом. Вид 8472 и 116 — единственные расы, способные полностью отвергать попытки ассимиляции. Другие виды, такие как Хироджены, продемонстрировали устойчивость к ассимиляции, а также Доктор Флокс, который смог частично противостоять процессу ассимиляции в эпизоде «Регенерация» сериала «Энтерпрайз».

## Концепция создания
В комментариях к коллекционному изданию «Звёздный путь: Первый контакт» Майкл Окуда указал, что создатели вселенной начали создавать концепцию борг ещё во время работы над первым сезоном сериала «Звёздный путь: Следующее поколение», для эпизода «Заговор», где должна была состояться первая встреча команды «Энтерпрайза-D» с борг, однако впоследствии сюжет был пересмотрен, когда данная концепция показалась авторам слишком мрачной для целевой аудитории сериала. В итоге появление борг всё равно произошло, но это было сделано более последовательно.
Борг представляли собой нового антагониста и постоянного врага, которого не хватало в течение первого сезона «Следующего поколения». Клингоны были союзниками, а Ромулане практически отсутствовали. Ференги изначально задумывались как новый враг Объединённой федерации планет, но из-за комичного вида и преданности капиталистическому накоплению свободного предпринимательства не смогли предстать убедительной угрозой. Борг, однако, с их пугающей внешностью, их огромной силой и их зловещим мотивом, стали главными злодеями для эпохи сериалов «Следующее поколение» и «Вояджер». В эпизоде «Вояджера» «Кью2» даже Q говорит своему сыну: «не провоцируй борг».

## Королева борг
До фильма «Звездный путь: Первый контакт» (1996) борг не демонстрировали иерархической командной структуры. «Первый контакт» представил Королеву борг, которая не названа таковой в фильме (ссылаясь на себя как «Я — борг. Я и есть коллектив»), но названа Королевой борг в заключительных титрах. Королеву в этом фильме и в финале 2001 года в эпизоде «Эндшпиль» сериала «Звёздный путь: Вояджер» играет Элис Криге. Персонаж также появился в двух эпизодах «Вояджера» «Тёмный Рубеж» (1999) и «Униматрица Ноль» (2000), но уже изображен Сюзанной Томпсон. Нигде не заявляется, что это всё одна и та же королева. В эпизоде «Тёмный Рубеж» Королева борг также упоминается в части, происходящей в 2354 году. В «Первом контакте» Королева борг слышна во время воспоминания о бывшей ассимиляции Пикара, подразумевая, что она присутствовала во время событий «Лучшего из обоих миров».
Королева борг является координационным центром в коллективном сознании борг и уникальным дроном в коллективе, который приносит «порядок хаосу», называя себя «мы» и «я», которые взаимозаменяемы. В «Первом контакте» диалог королевы повествует о том, что она является выражением общего интеллекта коллектива борг, а не контроллером или аватаром всего коллектива как личности. Этому утверждению противоречит сериал «Вояджер», где она явно руководит, командует и в одном случае даже доминирует в коллективе. Появление Королевы радикально изменило каноническое понимание функции борг, при этом авторы компьютерных игр «Звёздного пути» отметили: «зрителям было намного легче сосредоточиться на злодее, а не на коллективном разуме, который принимал решения на основе ввода всех его членов.» Авторы «Первого контакта» Брэннон Брага и Рональд Д. Мур обосновали введение королевы как драматическую необходимость, отметив в комментарии к DVD-фильму, что они изначально написали фильм с дронами, но затем обнаружили, что для главных героев важно, чтобы кто-то взаимодействовал с бездумными дронами.
Во втором сезоне сериала «Звёздный путь: Пикар» выясняется, что Королева обладает трансвременным сознанием, в котором соединяются соседние времена и реальности. И разные варианты Королев слышат друг друга. Так же показано, что Королева видит временные потоки и может определить, что и когда было изменено в прошлом, для изменения будущего. Когда же тело Королевы было слишком сильно повреждено, она с помощью нанозондов смогла переместить своё сознание в тело Агнес Джурати и со временем полностью восстановить свой ментальный и физический потенциал. Хотя позднее слияние сознаний Королевы борг и Джурати создало достаточно уникальную Королеву, создающую новый Коллектив по принципу милосердия, а не подавления. Новый Коллектив пожелал временного сотрудничества с Федерацией и Пикаром. Предположительно, никакой связи с остальным оригинальным Коллективом Королева-Джурати не поддерживает.
В третьем сезоне «Звёздный путь: Пикар» показано, что оригинальная Королева выжила после событий «Звёздный путь: Вояджер». Однако она сильно мутировала, и для выживания встроила себя в новый Куб Борг. Сотрудничая с группой метаморфов Доминиона, она пыталась ассимилировать членов Звёздного флота. Изменившаяся Королева сказала Пикару, что Борг будут эволюционировать и строила свою тактику на использовании для ассимиляции ДНК Борг, а не нанозонды. Она пыталась использовать Джека, сына Пикара, скрыто носившего ДНК Борг (бывшие у Пикара после его ассимиляции в «Звёздный путь: Следующее поколение») и слышавшего её зов. Однако Пикару и команде удалось уничтожить куб, вероятно, вместе с Королевой.

## Появления борг

### Следующее поколение
Борг впервые появляются в сериале «Звёздный путь: Следующее поколение» в эпизоде второго сезона «Кто такой Кью»(16 серия), когда всемогущая форма жизни Q бросает Энтерпрайз NCC-1701-D по всей галактике, чтобы бросить вызов утверждению капитана Жан-Люка Пикара о том, что его команда готова столкнуться с опасностями и тайнами галактики. Экипаж «Энтерпрайза» захвачен борг, и Пикар просит и получает помощь Кью в возвращении корабля в его предыдущие координаты.
Далее борг появляются в финале третьего сезона и премьере четвертого сезона «Следующего поколения» в сдвоенном эпизоде «Лучший из двух миров». Пикар похищен и ассимилирован борг в Локьютуса. Знания Пикара о сильных сторонах и стратегиях Звёздного флота приобретаются коллективом, и один куб уничтожает всю армаду Звёздного Флота в Битве у звезды Вольф 359. Экипажу «Энтерпрайза» удаётся захватить Локьютуса и получить от него информацию, позволяющую уничтожить куб, и затем повернуть вспять процесс ассимиляции.
В эпизоде пятого сезона «Я, борг» экипаж «Энтерпрайза» спасает подростка борг, которого они называют «Хью». Экипаж сталкивается с моральной дилеммой, использовать ли Хью (который начинает развивать чувство независимости в результате разорванной связи с коллективом) в качестве средства доставки разрушительного компьютерного вируса борг или вернуть его к борг с индивидуальностью в целости и сохранности. Принимается решение вернуть его без вируса, но в эпизоде шестого сезона «Вторжение» группа изгоев борг, которые «ассимилировали» индивидуальность через Хью, попадает под контроль андроида Лора, «старшего брата» андроида Дейты. Лор искажает данные с помощью «чипа эмоций», но в конце концов этические подпрограммы Дейты восстанавливаются, и ему удается деактивировать Лора. Дейта восстанавливает «чип эмоций» и выжившие борг попадают под руководство Хью.

### Первый контакт
Борг возвращаются в качестве антагонистов в фильме «Звёздный путь: Первый контакт». После того, как борг снова не смогли ассимилировать Землю прямым нападением в 2373 году, они возвращаются в 2063 год, чтобы попытаться остановить первый контакт Зефрама Кокрейна с вулканцами, изменить временную шкалу и тем самым уничтожить Звёздный флот. Экипаж Энтерпрайз NCC-1701-E следует за боргами назад во времени и восстанавливает первоначальную временную шкалу. В фильме впервые появляется Королева борг.

### Глубокий космос 9
Единственное появление в этом сериале было в премьерном эпизоде «Эмиссар». Бенджамин Сиско (актёр Эйвери Брукс) в прошлом был офицером звездолёта «Саратога», одного из кораблей в Армаде Звёздного Флота, отправленной противостоять борг в битве при Вольфе 359. «Саратога» была уничтожена борг, убившими жену Сиско, Дженнифер. Сиско, продолжающий винить Жан-Люка Пикара за его действия в той битве в качестве Локьютуса, сталкивается с ним при своём назначении на космическую станцию «Глубокий космос 9». На протяжении всего сериала время от времени делаются отсылки к борг, включая дизайн корабля Дефайнт NX-74205 и битву из «Первого контакта», используемую в качестве сюжетной точки в пятом сезоне, когда Звёздный флот слишком рассеян, чтобы справиться с вторжением Доминиона.

### Вояджер
Борг часто появляются в сериале «Звёздный путь: Вояджер», действие которого проходит в Дельта-квадранте. Экипаж «Вояджера» впервые встречает борг в эпизоде третьего сезона «Страстная лихорадка», в котором Чакотай обнаруживает тело того, кого местные гуманоиды называют «захватчиками», в дальнейшем оказавшегося борг. В эпизоде «Скорпион» борг вовлечены в войну на истощение против Вида 8472, чьи биологические средства защиты не по зубам для нанозондов борг. В редком случаев переговоров с борг, в обмен на безопасный проход через их пространство, экипаж «Вояджера» изобретает способ уничтожить «неуязвимый» в остальном вид 8472. Дрон борг, Седьмая-из-девяти, отправляется на «Вояджер», чтобы обеспечить соглашение. После успешного возвращения Вида 8472 в их жидкое пространство Седьмая-из-девяти отделяется от коллектива и становится членом экипажа «Вояджера». Тема повторного открытия индивидуальности Седьмой-из-девяти становится повторяющейся на протяжении всего сериала.
В пятом сезоне мы видим борг в эпизоде «Дрон», где создается усовершенствованный боргский дрон. Седьмая-из-девяти сливает нанозонды в мобильный эмиттер Доктора при аварии транспортера; также в эпизодах «Бесконечный регресс» и «Тёмный Рубеж», где «Вояджер» крадёт и использует трансварповую катушку для перемещения на расстояние 20 000 световых лет до того, как она сгорает.
В эпизоде шестого сезона «Коллектив» команда «Вояджера» освобождает с терпящего бедствие Куба борг содержащихся в заложниках Тома Пэриса, Ниликса, Гарри Кима и Чакотая. Все взрослые дроны Куба мертвы, и корабль управляется пятью детьми борг, которые спасены «Вояджером» и деассимилированы.
В седьмом сезоне мы видим борг в эпизоде «Кью2», где сын Q доставляет борг на «Вояджер», и в финальном эпизоде «Эндшпиль», где Адмирал Джейнвэй из будущего пытается вернуть «Вояджер» на Землю, используя трансварповый хаб борг. Во время этого эпизода Джейнвэй заражает борг нейролитическим патогеном, который заражает коллектив и убивает Королеву.

### Энтерпрайз
В эпизоде сериала «Звёздный путь: Энтерпрайз» «Регенерация» остатки разрушенной сферы из «Первого контакта» обнаружены в Арктике вместе с двумя замороженными дронами. Борг крадут исследовательский корабль и отправляют сообщение в Дельта-квадрант перед уничтожением.

### Пикар
В первом эпизоде сериала «Звёздный путь: Пикар» показан один оставленный Коллективом куб Борг, который изучали ромулане. На кубе были де-ассимилированные дроны, проходящие реабилитацию. Им в этом помогал Хью. И спящие в капсулах дроны, без зова Коллектива. Когда Хью вместе с Элнором помогают Пикару сбежать от ромулан, ромулане убивают бывших дронов и самого Хью. Прибывшая на борт куба Седьмая для защиты от ромулан вынуждена активировать специальную камеру Королевы и временно получить её возможности, активируя все системы спящего куба и спящих дронов. Дроны были нейтрализованы ромуланами, а сама Седьмая не пожелала становится полноценной Королевой борг, но ей удалось взять управление Кубом и направить его вслед за Пикаром. При посадке на планету синтетиков куб был серьёзно повреждён и остался в руках бывших де-ассимилированных дронов, дальнейшая его судьба неизвестна.
Во втором сезоне Пикар и флот Федерации сталкивается с неким новым Коллективом и Королевой, которая успешно пытается перехватить управление флотом. Пикар пытается активировать самоуничтожение. В этот момент Q меняет прошлое, изменив всё настоящее и будущее. Пикар и команда вынуждены сотрудничать с Королевой борг, обладающей способностью видеть временные линии и другие варианты реальности, чтобы вернуться в прошлое и суметь предотвратить изменения вызванные Q. После критических травм своего тела Королева переносит своё сознание в Агнес Джурати и постепенно восстанавливает свою мощь. По началу, в новом теле, Королева через нанозонды ассимилирует отряд спецназа и пытается захватить корабль силой. Но позднее происходит слияние её сознания с сознанием Агнес, порождая уникальную Королеву. Она исцеляет раненную Седьмую, взамен получая корабль и улетает, чтобы проверить идею возможности создания Коллектива через милосердие и взаимопомощь. Q перемещает команду обратно в будущее, в момент до самоуничтожения. Пикар понимает, что эта Королева та самая Агнес Джурати, из прошлого. Он отменяет свой приказ и позволяет ей взять управление флотом. Королева показывает лицо и оно оказывается лицом Агнес. Они вместе предотвращают разрушительный выброс энергии из пространственной аномалии, которая могла уничтожить весь сектор. Это и была цель Королевы. Аномалия стабилизуется в трансварповый тоннель и Королева просит Пикара дать её Коллективу временное условное членство в Федерации для наблюдения за тоннелем. Отношения нового Коллектива с остальным Коллективом неизвестны.
В третьем сезоне оказывается, что основной Коллектив Борг в лице оригинальной Королевы выжил. Заражение патогеном в сериале «Звёздный путь: Вояджер» оказало губительное воздействие на Борг, почти истребив их, а Королеву заставив мутировать. Построив новый куб, она спрятала его в атмосфере Юпитера и сотрудничала с радикальной группой метаморфов Доминиона, жаждавших мести Федерации. Метаморфы похитили мертвое биологическое тело Пикара (сохраненное доктором Сунгом, после перемещения сознания Пикара в синтетическое тело) и извлекли из него биологический код ДНК Борг, который был скрыт в нём с момента его ассимиляции. Скрытно проникая на корабли Федерации, метаморфы встраивали ДНК Борг в транспортеры и незаметно ассимилировали членов флота через ДНК, а не нанозонды. Пикар и команда смогли уничтожить корабль метаморфов. Однако сын Пикара и Беверли Крашер, Джек, носивший ту же скрытую ДНК Борг в себе, используя свои необычные способности, сбежал и отправился на поиски Королевы, транслировавшей ему свой зов. Не сумев сопротивляться, Джек был ассимилирован и использован Королевой для помощи в трансляции сигнала, подчиняющего ассимилированных членов флота Федерации. Прибыв к кубу Пикар и команда обнаружили, что почти все дроны Борг мертвы, а вся энергия идёт на поддержание сигнала. Встроенная в сам Куб, изменившаяся и мутировавшая Королева сообщила Пикару, что новая стратегия Борг будет в эволюции и уничтожении, а не поглощении технологий. Однако она не смогла помешать Пикару войти в коллективное сознание Борг и найдя Джека, убедить его выйти добровольно. Энтерпрайз NCC-1701-D, ранее взятый из музея старых кораблей, уничтожает передатчик сигнала и сам куб Борг, спасая Пикара, Джека и команду. После разрушения куба и, вероятно, гибели Королевы, члены Звёздного флота были де-ассимилированы. Дальнейшая судьба Борг неизвестна.

## Происхождение
Происхождение борг никогда не проясняется, хотя они изображаются как существовавшие в течение сотен тысяч лет (о чем свидетельствуют Гайнэн и Королева борг). В фильме «Звёздный путь: Первый контакт» Королева борг заявляет, что борг когда-то были очень похожи на человечество, «с ошибками и слабостями», но постепенно превратились в частично искусственный вид, в постоянной попытке развиваться и совершенствовать себя.
В сериале «Следующее поколение» в эпизоде «Кто такой Кью» Гайнэн упоминает, что борг «состоят из органической и искусственной жизни […], которая развивалась […] тысячи веков». В более позднем эпизоде сериала «Звёздный путь: Вояджер», «Зубы дракона», Гедрин из расы Ваадваур, говорит, что до того, как он и его люди были введены в Вид 892 (1482 год), борг ассимилировали только несколько колоний в Дельта-квадранте и считались по существу незначительной неприятностью. Проснувшись в XXIV веке, он с удивлением увидел, что борг контролируют обширную территорию Дельта-квадранта. Седьмая-из-девяти рассказывала, что коллективные воспоминания борг об этом периоде времени фрагментарны, хотя не установлено, почему это так.

### Неканонические истории происхождения
«Звёздный путь: Энциклопедия» предполагает, что может существовать связь между борг и зондом V’Ger, космическим объектом, встреченным в «Звёздный путь (фильм, 1979)». Эта идея связи выдвинута в романе Уильяма Шетнера «Возвращение». Связь также была предложена в письме, включенном в № 160 научно-фантастического журнала «Starlog» (за ноябрь 1990 года). Автор письма Кристофер Хэвилэнд также предположил, что оригинальные дроны борг были членами расы под названием «Хранители», существование которых Спок предположил в «Оригинальном сериале» в эпизоде «Райский синдром», возможно, несущие ответственность за множественность гуманоидов населяющих галактику. В эпизоде «Следующего поколения» «Погоня» было подтверждено, что древний вид распространил свой ДНК на сотни, если не тысячи планет, создавая людей, вулканцев, клингонов, Ромулан, Кардассианцев и многих других.
Дополнительный раздел игры «Star Trek: Legacy» содержит предполагаемое «происхождение борг», в котором рассказывается история о том, как V’Ger всасывается в чёрную дыру. V’Ger был найден расой живых машин, которые дали ему форму, подходящую для выполнения его упрощенного программирования. Не в состоянии определить, кто может быть его создателем, зонд объявил всю жизнь, основанную на углероде, заражением Вселенной создателя, что привело к ассимиляции. Из этого были созданы борг, как продолжение цели V’Ger. Дроны слились в коллективное сознание. Королева борг была создана из необходимости единого объединяющего голоса. С собственными мыслями и желаниями она больше не была обязана служить V’Ger.
В графическом романе «Звездный путь: манга» борг стали результатом неудачного эксперимента в области медицинских нанотехнологий. Инопланетный вид, находящийся под угрозой исчезновения в результате неизлечимой болезни, создал спутник-хранилище, содержащий подопытных, наполненных частями тела, органами и ДНК нескольких видов, а также кибернетические усовершенствования, внедренные передовой медицинской технологией. Спутник обслуживался наномашинами, которые также обслуживали медицинское оборудование на борту. Медицинское учреждение находилось на орбите черной дыры, и наряду с релятивистским состоянием времени вокруг черной дыры, позволяло долгосрочным исследованиям продолжаться в ускоренном масштабе времени, а не в режиме реального времени. По мере ухудшения состояния медицинского оборудования, ухудшалось и программирование наномашин. Наномашины начали вливаться в пациентов, интерпретируя их как часть спутника, нуждающегося в ремонте. Среди пациентов была и дочь главного медицинского исследователя спутника. Спутник в конце концов разваливается в столкновении с командой гостей со звездолёта «Энтерпрайза» под командованием Джеймса Т.Кирка. В заключительные моменты разрушения спутника и побега членов экипажа «Энтерпрайза» с пациентами испытуемые проявляют качества, по своей сути напоминающие борг: инъекция наномашин способом, подобным ассимиляции, быстрая адаптация к оружию, и сознание улья, поскольку все испытуемые начинают следовать прихоти дочери. Последний кадр манги показывает дочь главного медицинского исследователя, превратившуюся в Королеву борг, произносящую: «сопротивление бесполезно.»
В романе «Потерянные души» (третьей книге в серии «Звёздный путь: Трилогия судьбы»), борг оказались выжившими из города Mantilis расы Caeliar. Заброшенная через всю галактику в Дельта-квадрант и назад во времени примерно на 4500 лет в результате уничтожения планеты Эригол (в ходе событий «Богов ночи», первой книги трилогии), группа выживших людей со звездолета Columbia (NX-02) и учёные расы Caeliar пытаются выжить в суровом арктическом климате. Большинство выживших людей умирают. Caeliar предлагают оставшимся людям слияние людей и Caeliar в форме группового сознания, чтобы позволить обеим группам выжить, но люди отказываются. С течением времени Caeliar называемая Sedin остаётся единственным выжившим из своей группы, её умственные способности и форма деградируют. Когда люди возвращаются к Sedin за помощью, он заставляет их слиться с ним, не давая себе умереть, видя единственный способ выжить в слиянии. Принудительное слияние людей и практически разрушенного Caeliar приводит к созданию первых борг. Гештальт-групповое сознание искажается, становясь коллективом борг, движимым отчаянным голодом Sedin и необходимостью добавлять силу, технологию и жизненную силу других к своей собственной. По иронии судьбы, в то время как Caeliar были, хотя и случайно, вовлечены в создание борг, они также предоставляют средства для его прекращения; в XXIV-м веке Caeliar поглощают весь коллектив борг обратно в себя, заканчивая многовековое царство террора киборгов.

## Другие неканонные публикации
В романе «Зонд», действие которого происходит после событий фильма «Звёздный путь 4: Путешествие домой», о борг говорится вскользь в связи с их общением с зондом-китом, как о примере освоения космического пространства «клещами» (термин зонда-кита для гуманоидных рас), передвигающимися на кубических и сферических космических судах. Борг, видимо, напал на зонда-кита и каким-то образом повредил его память до событий фильма.
В игре «Star Trek: Legacy» борг занимают видное место на протяжении всей эпохи «Оригинального сериала», прежде чем стать серьезной угрозой в эпоху «Следующего поколения». В разблокируемых motion-комиксах, которые открываются после завершения каждой эпохи, выясняется, что вулканка Т’Уэрелл экспериментировала на трупах борг, оставшихся от эпизода «Энтерпрайза» «Регенерация», и была ассимилирована. В конце эры «Оригинального сериала» она вступила в контакт с основными силами борг и стала Королевой, прежде чем быть уничтоженной Звёздным флотом вместе с Ромуланскими и клингонскими кораблями во главе с Пикаром.
Роман Питера Дэвида «Vendetta» показывает, что оружие из эпизода «Машина Судного дня» «Оригинального сериала» является прототипом оружия против борг. Дэвид пересмотрел эту концепцию в сиквеле романа 2007 года «Before Dishonor», в котором есть звездолёт Энтерпрайз-E, работающий со Споком и Седьмой-из-Девяти, чтобы реактивировать оригинальное оружие, для противостояния борг.
В романе Уильяма Шетнера «Возвращение» Спок почти ассимилирован боргми, но спасся, благодаря тому, что слился с зондом V’Ger, более ранней формой борг, и все решили, что он уже борг. Используя информацию, подсознательно полученную при слиянии, Спок стал способен возглавить экипаж офицеров звездолёта (состоящий из экипажа «Энтерпрайз-D», себя, Адмирала Маккоя и воскресшего Кирка) на корабле класса «Дефайнт», чтобы уничтожить центральный узел борг, отделив все ветви коллектива друг от друга и ограничив их будущую угрозу.
В трилогии Дэвида Мэка «Звёздный путь: Судьба», события разворачиваются через год после событий фильма «Звёздный путь: Возмездие». Борг устраивают массовое вторжение в местное космическое пространство. Из-за Кэтрин Джейнвэй, разрушившей их инфраструктуру в эпизоде «Эндшпиль», борг боятся за своё выживание и пытаются уничтожить Федерацию и её соседей. Они уничтожают население многочисленных миров Федерации, прежде чем быть уничтоженными Caeliar, передовым видом, который породил их. Экипажи «Энтерпрайз-E», «Титана» и «Авентина» установили контакт с Caeliar, узнав о их роли в создании борг и убедили покончить с борг раз и навсегда.
В комиксе «Доктор Кто/Звёздный путь: Следующее поколение, Ассимиляция2», борг объединяют силы с Киберлюдьми. Когда Киберлюди подрывают коллектив, команда «Энтерпрайз-D» работает с Одиннадцатым доктором и борг, восстанавливая силу борг и уничтожая альянс борг/киберлюдей.
Писатели Джудит и Гарфилд Ривз-Стивенс разработали невоплощённую идею для эпизода, в котором Элис Криге была бы представлена как медицинский техник Звёздного Флота, который сталкивается с борг и ассимилируется, тем самым становясь Королевой.
В видеоигре Star Trek: Armada борг вторгаются на фабрику клонирования Доминиона, чтобы создать клон Жан-Люка Пикара для создания нового Локьютуса.

## Отражение в культуре и критическое восприятие
«Сопротивление бесполезно» (англ. resistance is futile) — фраза, которой дроны борг обычно завершают свои короткие послания к будущим жертвам ассимиляции, — нашла отражение в популярной культуре и даже в ряде публикаций. Телеканал TV Land поставил её на 93-е место в списке «100 величайших телецитат». Упоминается она и в не связанных со Звёздным Путём произведениях — в частности, она прозвучала в эпизоде «Смертельный убийца» телесериала «Доктор Кто» и других его эпизодах.
Изображение куба борг — основного корабля борг — в эпизоде «Q Who» было номинировано на премию Эмми.
А. Сергеев в очерке «Творчество техноэволюции» назвал борг одной из самых мрачных фантазий на эту тему и сравнил их способность к самовоспроизведению с машиной фон Неймана. Введение на определённом этапе концепции Королевы борг коренным образом изменило понимание канонов и функций борг, что вызвало острую критику со стороны некоторых поклонников, которые считали королеву «не более чем нелогичным сюжетным поворотом, введённым для хорошего шоу».
В 2016 году журнал «Rolling Stone» поместил коллектив борг на 9 позицию в своём списке «40 величайших телевизионных злодеев всех времён».